# Svetlana Gannushkina
Svetlana Gannushkina (6 de março de 1942) é uma ativista pelos direitos humanos na Rússia, que é vista como candidata ao Prémio Nobel da Paz.
De acordo com a Amnistia Internacional, é membro do Conselho para o Desenvolvimento das Instituições da Sociedade Civil e Direitos Humanos, institucionalmente sob orientação do presidente da Rússia. Ela é também membro da Memorial, uma sociedade dedicada à memória das vítimas da repressão soviética.
Em 2006 foi galardoada com o prémio Homo Homini pelo seu ativismo em prol dos direitos humanos, concedido pelo grupo checo Pessoas em Necessidade.